# Achères-la-Forêt
Achères-la-Forêt [aʃɛʁ la fɔʁɛ] ist eine französische Gemeinde mit 1183 Einwohnern (Stand 1. Januar 2022) im Département Seine-et-Marne in der Region Île-de-France. Sie gehört zum Arrondissement  Fontainebleau und zum Kanton Fontainebleau. Die Einwohner nennen sich Achèrois.

## Geographie
Der Ort liegt 60 Kilometer südöstlich von Paris. Die Gemeinde liegt im Regionalen Naturpark Gâtinais français.
Umgeben wird Achères-la-Forêt von den vier Nachbargemeinden:
| Noisy-sur-École |                                             |     |
|                 | Kompassrose, die auf Nachbargemeinden zeigt |     |
| Le Vaudoué      | La Chapelle-la-Reine                        | Ury |

## Geschichte
Achères-la-Forêt wird im 11. Jahrhundert erstmals urkundlich überliefert. Die Grundherrschaft im Ort gehörte im Laufe der Geschichte verschiedenen Familien.

## Bevölkerungsentwicklung
| Jahr      | 1962 | 1968 | 1975 | 1982 | 1990 | 1999 | 2007 | 2021 |
| Einwohner | 782  | 459  | 647  | 754  | 903  | 1040 | 1242 | 1154 |

## Sehenswürdigkeiten
- Kirche Sainte-Fare, erbaut ab dem 12. Jahrhundert (Monument historique)